# La Télécommande magique
Pour plus de détails, voir Fiche technique et Distribution.
La Télécommande magique (Remote) est un film américain réalisé par Ted Nicolaou et sorti en direct-to-video en 1993.

## Fiche technique
- Titre original : Remote
- Titre français : La Télécommande magique
- Réalisation : Ted Nicolaou (en)
- Scénario : Tommy Sledge
- Photographie :
- Montage :
- Musique :
- Production :
- Sociétés de production :
- Sociétés de distribution :
- Pays d'origine : États-Unis
- Langue originale : anglais
- Dates de diffusion :
  - États-Unis : 22 septembre 1993

## Distribution
- Chris Carrara : Randy Mason
- Jessica Bowman : Judy Riley
- John Diehl : Delbert Macoy
- Tony Longo : Louis Marinelli
- Stuart Fratkin : Richie Marinelli